# Parascotia lunulata
Parascotia lunulata är en fjärilsart som beskrevs av Fabricius 1794. Parascotia lunulata ingår i släktet Parascotia och familjen nattflyn. Inga underarter finns listade i Catalogue of Life.